# 타바 케밥
타바 케밥(페르시아어: کباب تابه‌ای 카바브 타베이, 아제르바이잔어: tava kababı 타바 카바브)은 타바(페르시아어: تاوه 타베)나 프라이팬(아제르바이잔어: tava 타바)에서 조리한 케밥이다.

## 만들기
다진 양고기를 다진 양파 등과 섞고 소금, 후추, 숨마끄 등으로 간해 만든 패티를 만든 것을 토마토나 달걀 등과 함께 타바에서 기름에 튀기듯이 지져 만든다.

## 사진

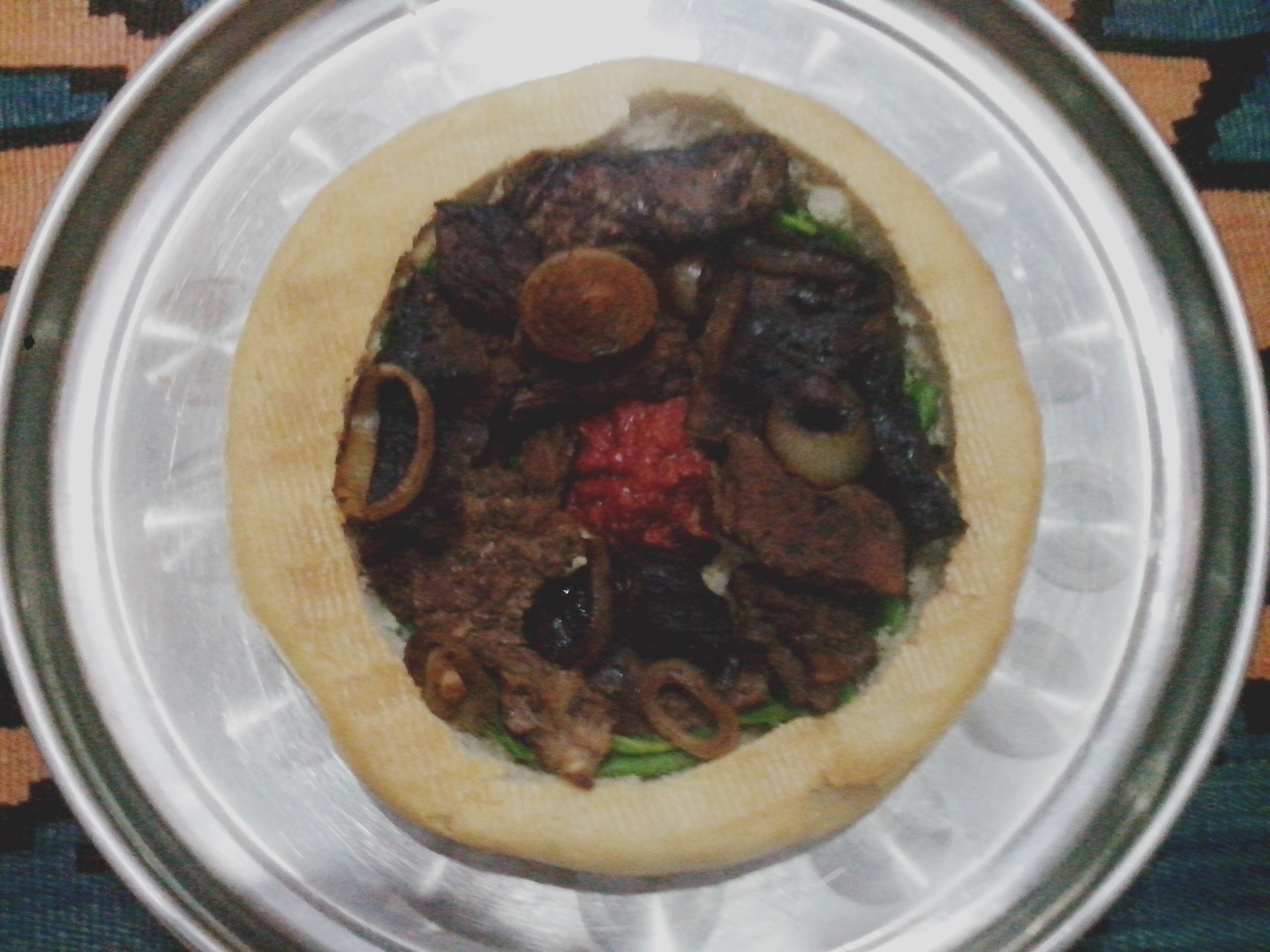
최레크와 낸 타바 케밥
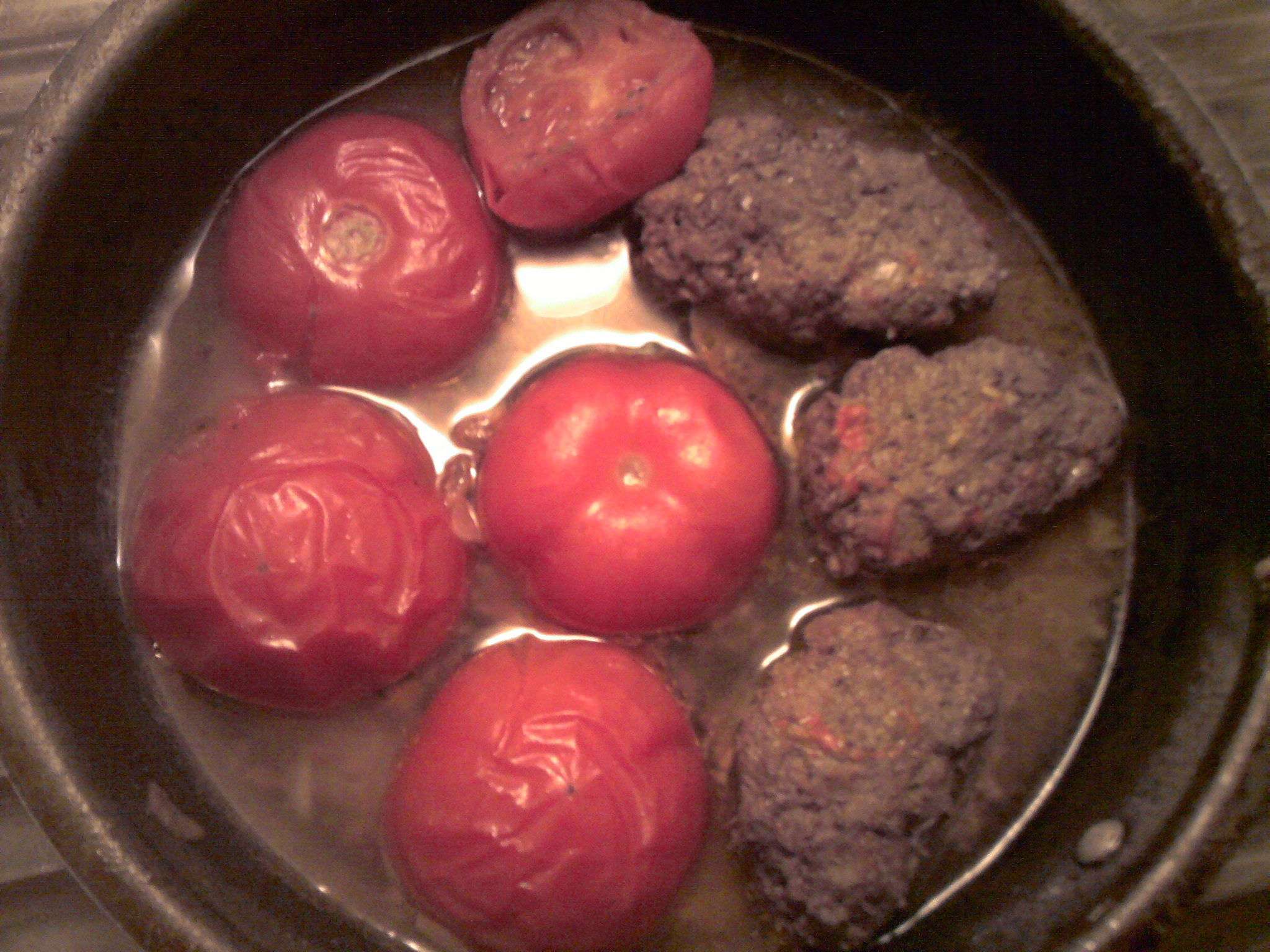
토마토와 조리한 타바 케밥

## 같이 보기
- 카잔 케밥